# Nan of the North
Nan of the North – amerykański serial przygodowy w reżyserii Duke'a Worne, którego premiera miała miejsce 1 marca 1922 roku. Produkcja jest uznawana za zaginioną.

## Obsada
- Ann Little – Nan
- Tom London – Dick Driscoll (zapisany jako Leonard Clapham)
- Joseph W. Girard – Yukon Hays
- Hal Wilson – Gaspar Le Sage
- Howard Crampton – Igloo
- J. Morris Foster – Bruce Vane
- Edith Stayart – Celeste
- Boris Karloff – Rola nieokreślona (niewymieniony)

## Tytuły odcinków
1. Pocisk z Marsa (ang. Missile from Mars)
2. Fontanna wściekłości (ang. Fountain of Fury)
3. Krawędź rozpaczy (ang. Brink of Despair)
4. W okrutnych szponach (ang. In Cruel Clutches)
5. Na tropie terroru (ang. On Terror's Trail)
6. Karty szans (ang. The Cards of Chance)
7. W otchłań (ang. Into the Depths)
8. Płonący piasek (ang. Burning Sands)
9. Moc tytanu (ang. Power of Titano)
10. Grom z jasnego nieba (ang. A Bolt from the Sky)
11. Przejażdżka za życiem (ang. The Ride for a Life)
12. Dryfujący (ang. Adrift)
13. W obliczu śmierci na morzu (ang. Facing Death at Sea)
14. Wulkan (ang. The Volcano)
15. Konsekwencje (ang. Consequences)